# Calosota vernalis
Calosota vernalis är en stekelart som beskrevs av Curtis 1836. Calosota vernalis ingår i släktet Calosota och familjen hoppglanssteklar. Arten är reproducerande i Sverige. Inga underarter finns listade.